# Elterlein
Elterlein is een gemeente en plaats in de Duitse deelstaat Saksen. De gemeente is onderdeel van het Erzgebirgskreis. De plaats telt 2.809 inwoners.

## Gemeente-indeling
Tot Elterlein behoren ook de dorpen Schwarzbach en Hermannsdorf.

## Geografie
Elterlein grenst aan onder andere in het westen aan Grünhain-Beierfeld, in het zuiden aan Raschau-Markersbach, in het oosten aan Annaberg-Buchholz en in het noorden aan Geyer.

## Bezienswaardigheden

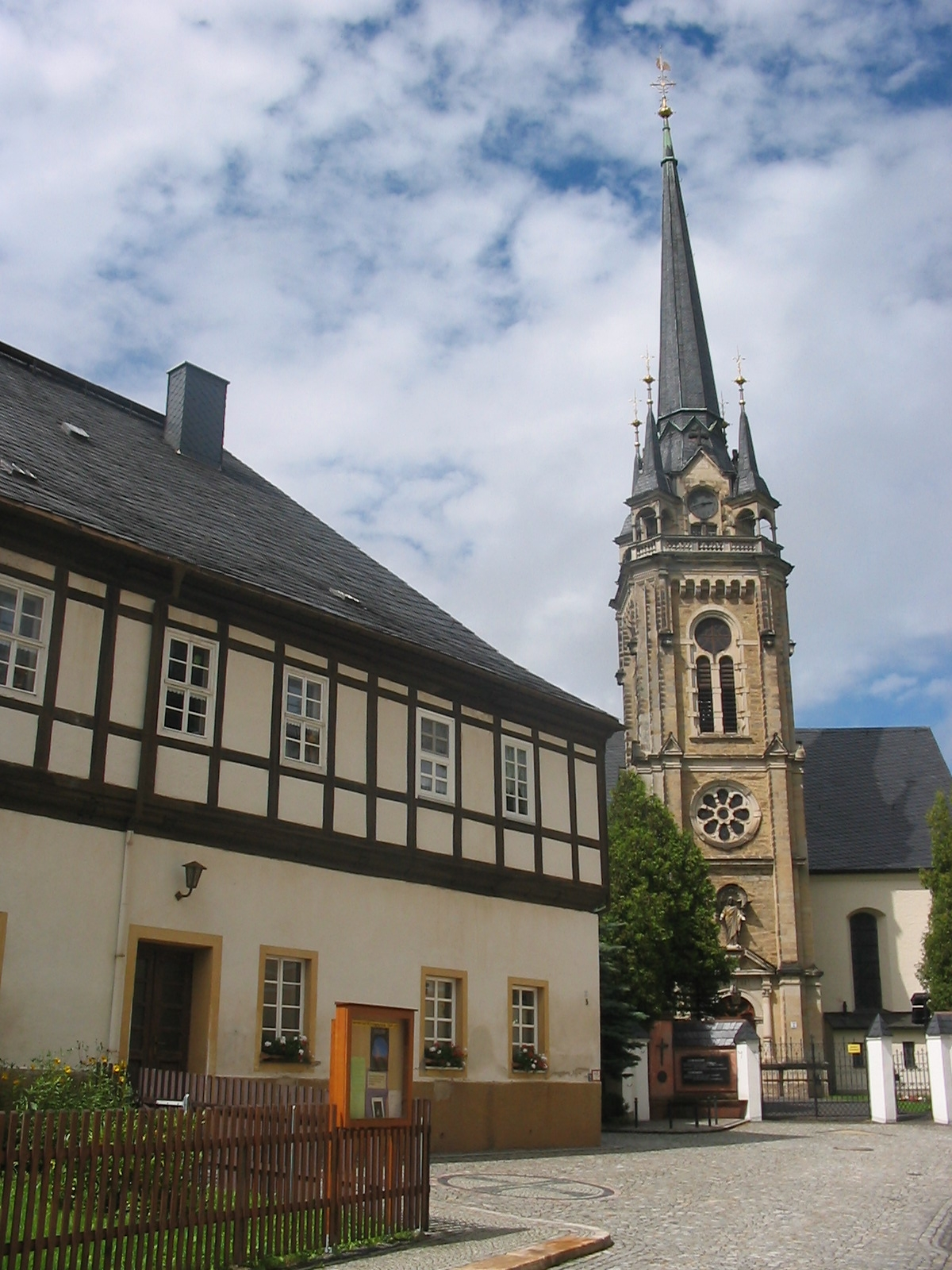
St.-Laurentiuskirche

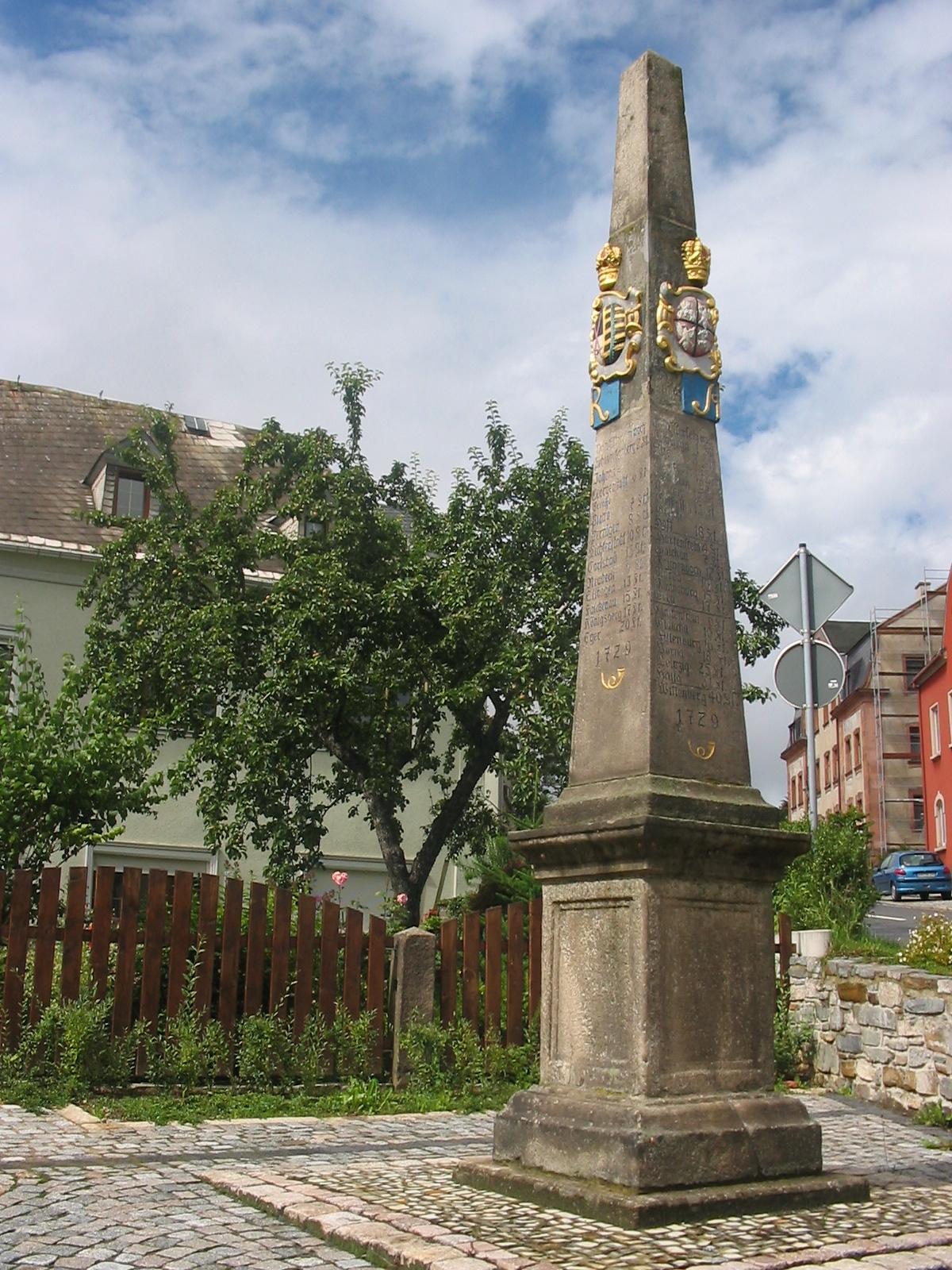
Kursächsische Postmeilensäule

- Sankt-Laurentiuskirche Elterlein (1889)
- Sankt-Michaeliskirche Hermannsdorf (1611) met Pollerorgel
- Vakwerkershuizen in Hermannsdorf
- Kursächsische Postmeilensäule uit 1729 in Elterlein (Marktplatz)
- Barbara Uthmann-Denkmal in Elterlein
- Schatzenstein
- Natuurgebied Hermannsdorfer Wiesen und "Schwarzer Teich"

## Evenementen
- Dengelfest in OT Schwarzbach (in juni)
- Sternwanderung zum Schatzenstein (eerste zaterdag in oktober)
- Kirchweihfest in Elterlein (tweede zondag in september)
- Weihnachtsmarkt in Elterlein (eerste kerstdag]
- Turmblasen vom Turm der Sankt-Laurentiuskirche Elterlein (iedere Adventzondag)

## Verkeer en vervoer
Via de lokale wegen S 222 en S 258.
Amtsberg · Annaberg-Buchholz · Aue-Bad Schlema · Auerbach · Bärenstein · Bockau · Börnichen/Erzgeb. · Breitenbrunn/Erzgeb. · Burkhardtsdorf · Crottendorf · Deutschneudorf · Drebach · Ehrenfriedersdorf · Eibenstock · Elterlein · Gelenau/Erzgeb. · Geyer · Gornau · Gornsdorf · Großolbersdorf · Großrückerswalde · Grünhain-Beierfeld · Grünhainichen · Heidersdorf · Hohndorf · Jahnsdorf/Erzgeb. · Johanngeorgenstadt · Jöhstadt · Königswalde · Lauter-Bernsbach · Lößnitz · Lugau · Marienberg · Mildenau · Neukirchen/Erzgeb. · Niederdorf · Niederwürschnitz · Oberwiesenthal · Oelsnitz/Erzgeb. · Olbernhau · Pfaffroda · Pockau-Lengefeld · Raschau-Markersbach · Scheibenberg · Schlettau · Schneeberg · Schönheide · Schwarzenberg · Sehmatal · Seiffen/Erzgeb. · Stollberg/Erzgeb. · Stützengrün · Tannenberg · Thalheim · Thermalbad Wiesenbad · Thum · Wolkenstein · Zschopau · Zschorlau · Zwönitz